# Acraea anaemia
Acraea anaemia är en fjärilsart som beskrevs av Eltringham 1912. Acraea anaemia ingår i släktet Acraea och familjen praktfjärilar. Inga underarter finns listade i Catalogue of Life.